# Bicoecidea
Classe
Les Bicoecidea sont une classe de chromistes du sous-embranchement des Bicosoecophytina (embranchement des Bigyra).

## Étymologie
Le nom de la classe vient du genre type Bicosoeca décrit par James-Clark en 1866 est dérivé des racines grecques βικοσ / bikos, « amphore, vase, bol », et  -oekein, habitat. Le composé philologique préférable serait Bicoeca, tel que « corrigé » par Stein en 1878 et suivi par la plupart des auteurs ultérieurs. Cependant, selon l'ICBN et l'ICZN, l'orthographe originale du nom ne peut être considérée comme incorrecte et devrait être utilisée dans sa forme originale.

## Liste des ordres
Selon AlgaeBase (16 novembre 2024) :
- Bicosoecales Grassé, 1926
- Borokales Cavalier-Smith, 2006
- Caecitellales Cavalier-Smith, 1997
- Pseudodendromonadales D.J.Hibberd, 1985
- Rictales Cavalier-Smith, 2013

## Systématique
Le nom correct complet (avec auteur) de ce taxon est Bicoecidea Margulis.
Mais la pertinence de ce clade étant controversée, cette classe de protistes est aussi nommée Bikosea Caval.-Sm., 2013, selon The Taxonomicon (7 septembre 2022).